# مقاطعة ماكورتاين (أوكلاهوما)
مقاطعة ماكورتاين (بالإنجليزية: McCurtain County)‏ هي إحدى مقاطعات ولاية أوكلاهوما في الولايات المتحدة الأمريكية.